# Баварская Википедия
Бава́рская Википе́дия (бав. Boarische Wikipedia) — раздел Википедии на баварском языке (баварском диалекте немецкого языка).
Баварская Википедия была создана в мае 2006 года. На 19 марта 2025 года в данном разделе насчитывалось 27 174 статьи, что позволяет ему занимать 111 место среди всех Википедий. Также в баварской Википедии зарегистрировано 74 147 участник, из них 39 совершили какое-либо действие за последние 30 дней, а 2 участника имеют статус администраторов. Мультимедийные файлы в Баварской Википедии присутствуют; также есть некоторое количество ботов, выполняющих стилевые правки и заливки статей. Общее число правок составляет 846 352.
Глубина раздела (уровень развития языкового раздела) не высок, и на текущий момент составляет 71,8 единиц.

## Динамика количества статей
Началом баварской Википедии послужила просьба установить южнотирольскую языковую версию Википедии на Мета-вики 12 августа 2005 г. Впоследствии, 20 августа 2005 года это пожелание было изменено на просьбу создать Баварскую Википедию. Она начала действовать с 2 мая 2006 года в качестве тестовой Википедии и 30 сентября 2006 года была, наконец, запущена полноценная версия Баварской Википедии на bar.wikipedia.org.
Первыми пятью страницами на баварском языке были статьи:
1. Afrika (2 мая 2006 6:32)
2. Amerika (3 мая 2006 16:39)
3. Östareich (4 мая 2006 13:55)
4. Deitschland (4 мая 2006 14:18)
5. Asien (4 мая 2006 19:08)

## Распространение
Баварский язык, известный также как баварский диалект или австро-баварский диалект немецкого языка, в языковом отношении является одним из самых далёких от стандартного немецкого языка. Число носителей баварского языка превышает 12 000 000 человек.
В основном он распространён в федеральной земле Бавария, на юго-востоке Верхней и Средней Франконии. Обнаруживается на юге Верхнего Пфальца), а также в Австрии (Верхняя Австрия, Нижняя Австрия, Зальцбург, Бургенланд, север Штирии и Тироля) и Италия (автономная провинция Больцано в области Трентино-Альто-Адидже). До 1945 года на баварском диалекте говорили также немцы южной Чехии.